# Militia Immaculatae
A Militia Immaculatae (magyarul Szűz Mária Lovagjai vagy Szeplőtelen Szűz Katonái néven is ismert) egy világszerte jelen lévő katolikus evangelizációs mozgalom, amit Szent Maximilian Kolbe atya alapított 1917-ben.

## Története
A Militia Immaculatae-t Rómában alapította a Szent Bonaventure Pápai Egyetemen egy minorita szerzetes, Szent Maximilian Kolbe atya. A szervezet nyitva áll minden katolikus előtt és Szűz Mária közbenjárásával a bűnösök megtérítésére törekszik.
Kolbe bemutatta a Militia Immaculatae (vagy M.I.) ötletét a jezsuita lelki igazgatójának, valamint a Rómában lévő lévő ferences lelki vezetőjének, akik biztatták, hogy folytassa a munkát. Az M.I. célja, hogy felhívja az emberek figyelmét a Boldogságos Szűz Mária szeplőtelen fogantatásának ismeretére és fontosságára, és arra, hogy minden lélek könnyedén csatlakozhat ehhez a vigasztaló misztériumhoz saját maga önkéntes felajánlásával.
1922. január 2-án vallásos szervezetként lettek bejegyezve a Római egyházmegyében.
Az M.I.-hez való csatlakozáshoz szükséges önmagunk felajánlása Máriának. A szervezet tagjai a csodás érmet viselik felajánlásuk külső jeleként.
A Militia Immaculatae célja, hogy „mindenkit megszenteljen a Szeplőtelen Szűz védelme alatt és közbenjárására, valamint megtérítse a bűnösöket, az eretnekeket, a szakadárokat, de mindenekelőtt a szabadkőműveseket”. - Maximilian Kolbe, 1938.
A társaság növekedett és elterjedt a különböző országokban. 1997. október 16-án a Laikusok Pápai Tanácsa az M.I.-t nemzetközi katolikus lelkiségi mozgalommá nyilvánította. Az M.I.-nek több, mint 3 millió tagja van 48 országban.

## Fordítás
- Ez a szócikk részben vagy egészben  a   Militia Immaculatae című angol Wikipédia-szócikk ezen változatának fordításán alapul.  Az eredeti cikk szerkesztőit annak laptörténete sorolja fel. Ez a jelzés csupán a megfogalmazás eredetét és a szerzői jogokat jelzi, nem szolgál a cikkben szereplő információk forrásmegjelöléseként.